# Brignoliella dankobiensis
Espèce
Brignoliella dankobiensis est une espèce d'araignées aranéomorphes de la famille des Tetrablemmidae.

## Distribution
Cette espèce est endémique de Nouvelle-Irlande en Papouasie-Nouvelle-Guinée,.

## Description
Le mâle holotype mesure 1,36 mm.

## Étymologie
Son nom d'espèce, composé de dankob[e] et du suffixe latin -ensis, « qui vit dans, qui habite », lui a été donné en référence au lieu de sa découverte, la grotte Dankobe sinkhole.

## Publication originale
- Bourne, 1980 : New armored spiders of the family Tetrablemmidae from New Ireland and northern India (Araneae). Revue suisse de zoologie, vol. 87, p. 301-317 (texte intégral).